# 清水洋文
清水 洋文（しみず ひろふみ、1963年 - ）は、日本の消防吏員。第28代消防総監。

## 人物・経歴
東京都西多摩郡檜原村出身。地域の消防団に所属していた父や横田基地所属の消防隊員として働いていた叔父の影響で高校卒業後、1981年に東京消防庁へ入庁。消防学校での研修の後、杉並区荻窪消防署へ配属。
勤務の傍ら、社会人優先入学制度を利用し専修大学法学部へ入学。大学在学中は吟詠部に所属した。
専門系消防官以降は、本庁人事部職員課や世田谷区玉川消防署消防司令、本庁人事企画担当係長、品川区荏原消防署予防課長などを歴任。東京都総務局総合防災部へ出向し、大規模テロ災害対策共同訓練の策定・実施に携わる。
都庁からの帰任後は、東京消防本庁にて、生活安全課長に就任。消防法改正による新築住宅への火災報知器の義務化において、地域との連携に尽力。
その後、四谷消防署長、第10消防方面本部長、企画調整部長、次長などを歴任し、2021年4月1日付で第28代消防総監に就任。就任会見では、首都直下型地震や大規模化する自然災害への実践的な訓練推進と部隊育成を強調した。また、コロナ禍の「新しい日常」を踏まえた情報発信や救急搬送困難事案の対応についての強化を語った。